# Ernst von Weiler
Ernst Bernhard Weiler, ab 1691 von Weiler, (auch Weyler; * 29. Dezember 1625 in Berlin; † 6. Dezember 1693 ebenda) war kurbrandenburgischer Generalmajor und Chef der Artillerie.

## Leben

### Herkunft
Er entstammt einer angesehenen Patrizierfamilie. Seine Eltern waren der kurbrandenburger Amtskammerrat und Hofrentmeister Christian Weyler und dessen Ehefrau Katharina Haar. Sein Vater war Erbherr auf Vehlefanz und Staffelde.

### Militärlaufbahn
Er wurde am 20. Juli 1660 Stückmeister der Artillerie und am 1. August 1664 Major der Artillerie unter Oberst Brostrup Jacobsen von Schört. Als Schört 1677 den Brandenburger Dienst verließ, wurde Weiler zum Oberstleutnant und Chef der Artillerie. Im Nordischen Krieg von 1674 bis 1679 kämpfte er gegen Franzosen und Schweden, dabei nahm er an der Schlacht bei Fehrbellin teil. Im Jahr 1677 erhielt er den Befehl über die Belagerungsartillerie von Stettin, wo er 150 Kanonen, 24 Mörser und 6 Haubitzen kommandierte. Am 20. Oktober 1678 begann die Beschießung von Stralsund.
Am 15. Juli 1683 wurde er von Kurfürsten zum Oberst ernannt. Am 28. Dezember 1685 erhielt er den Befehl, Artillerie für die brandenburgischen Truppen zu stellen, die dem Kaiser für den Türkenkrieg zur Verfügung gestellt wurden. Der General Schöning erhielt 3 Achtpfünder mit Munition und Tross. Am 11. Januar 1685 wurde er Gouverneur der Festung Peitz und blieb es bis zu seinem Tod.
Im Pfälzer Erbfolgekrieg kommandierte er 1689 bei der Belagerung von Bonn und am 1. November 1689 wurde er noch im Lager bei Bonn vom Kurfürsten Friedrich III. zum Generalmajor ernannt, dazu wurde er im Jahr 1691 von Kaiser Leopold in den Adelsstand erhoben, dieser wurde am 13. Oktober 1691 vom Kurfürsten bestätigt. Er starb am 6. Dezember 1693 in Berlin.

### Familie
Er heiratete 1658 Sophie Fritzen, Tochter des Kaufmanns Christoph Fritzen. Das Paar hatte mehrere Kinder, darunter;
- Christian Ernst, Kaiserlicher Generalmajor
- Eva Katharina (1670–1721), die 1687 den Oberstleutnant Alexander Friedeborn (1648–1712) heiratete, der 1693 Kommandant von Peitz wurde.[2]

## Besitz
Durch seine Heirat mit Sophie kam er in den Besitz von Falkenrehde, mit dem nach seinem Tod sein Sohn Christian Ernst belehnt wurde. Dessen Töchter verkauften Falkenrehde 1733 an König Friedrich Wilhelm I.
Als Wohnhaus in Berlin ließ Weyler sich von 1688 bis 1692 ein Palais Unter den Linden errichten, das später sein Sohn an den Markgrafen Philipp Wilhelm von Brandenburg-Schwedt verkaufte, weshalb es Palais Schwedt genannt wurde. 1825 erwarb es Prinz Wilhelm, der spätere Kaiser Wilhelm I., und ließ es zwischen 1834 und 1837 durch einen Neubau von Carl Ferdinand Langhans im klassizistischen Stil ersetzen, das noch erhaltene Alte Palais, in dem der Kaiser lebte und starb.